# Wiet van Houten
Wiet van Houten is een personage uit de Nederlandse soapserie Goede tijden, slechte tijden. Wiet werd op 26 oktober 2005 geïntroduceerd in de serie en werd gespeeld door actrice Anique Pappers. Het personage verliet de serie in maart 2006 en maakte in april 2010 haar rentree in de serie. De rol werd ditmaal gespeeld door Pip Pellens. Pellens heeft haar rol twee keer onderbroken, maar behoort sinds januari 2013 weer tot de vaste cast. Op 1 maart 2016 ging ze de serie verlaten om samen met Jack undercover op zoek te gaan naar Martine Hafkamp. Op 2 maart 2017 keerde ze met Jack nog eenmalig terug.

## Casting en creatie

### Achtergrond
Nadat de serie geconfronteerd was met een heuse leegloop in de zomer van 2005, moest de serie een nieuwe koers gaan varen. Het schrijversteam, onder leiding van Dag Neijzen en Kennard Bos, besloot vanwege het vijftienjarig bestaan enkele oud-acteurs terug te laten keren. Acteur Casper van Bohemen had tussen 1991 en 1995 de rol van Frits van Houten gespeeld. Van Bohemen stond open voor een comeback en zou, zo zou later blijken, de rol van Hans van Houten gaan spelen. In juni 2005 was Mark van Eeuwen aan de serie toegevoegd als Jack van Houten, de zoon van Frits. Frits' dochter Sjors Langeveld maakte al twee jaar lang deel uit van de serie. Het personage Wiet was nooit eerder in de serie ter sprake gekomen en werd door de schrijvers geïntroduceerd om een link te leggen met Hannie van der Kroeft, de moeder van Wiet en tevens de moordenaar van Frits. Toen de verhaallijn rondom Frits' moord opnieuw werd ontrafeld verdween ook het karakter Wiet uit de serie.

### Terugkomst
In 2010 besloten hoofdschrijvers Rohan Gottschalk en Jantien van der Meer het personage terug te laten keren in de serie. Het personage werd aangepast en een lange castingperiode volgden. Priscilla Knetemann en Bo Maerten kwamen auditie doen. Uiteindelijk werd actrice Pip Pellens, bekend van haar bijdrage aan de kwaliteitsserie Keyzer & De Boer Advocaten, gecast voor de rol. In eerste instantie zou de rol voor enkele maanden zijn, maar het contract van Pellens werd verlengd. De verlenging van het contract had te maken met de komst van een generatie nieuwe jonge karakters, zoals Rikki de Jong, Sjoerd en Edwin Bouwhuis en Sil Selmhorst. Wiet was van dezelfde leeftijd en daardoor kon het personage voor veel verhaallijnen worden ingezet.
Uiteindelijk werd de rol van Wiet in oktober 2011 uit de serie geschreven, terwijl de actrice zelf nog graag wat langer had willen blijven. In maart 2012 kwam Pellens voor het huwelijk van Sjors Langeveld voor drie afleveringen terug. Na het vertrek van Jack van Houten eind 2012 werd er gekeken wat de mogelijkheden waren om voor Sjors toch nog familieleden in de serie te hebben. Uiteindelijk kwamen de makers terug bij Wiet en Pellens nam wederom de rol van Wiet op zich.
Op 16 februari werd bekendgemaakt dat Pellens uit de serie vertrok. Op 1 maart 2016 was haar laatste aflevering te zien, maar de kijkers mochten zelf kiezen uit drie opties: haar broer Jack van Houten die speciaal terugkwam voor haar en haar kwam ophalen, haar geheime aanbidder Pim (gespeeld door haar echte vriend Pim Wessels) die haar kwam ophalen voor een gezamenlijk reis of Zeger die helemaal niet overleed na de val van de cliff. 
Uiteindelijk is het door het publiek gekozen scenario: Wiet gaat op wereldreis, maar op het moment dat ze vertrekt, wordt ze opgehaald door een limousine. In die limousine zit iemand op haar te wachten: Haar broer Jack van Houten kwam terug voor haar, omdat hij denkt dat hij Martine Hafkamp (de moeder van Sjors) heeft gevonden. Zij blijkt een bedrijf in Rusland te runnen en Jack vindt dat Sjors moet weten of haar moeder nog leeft. Daarom heeft hij een list bedacht waarbij Wiet van Houten onder de naam Tess Verdoorn stage moet lopen op haar bedrijf om erachter te komen of de door Jack gevonden vrouw inderdaad Martine Hafkamp is. Vervolgens vertrekken Wiet en Jack per limousine uit Meerdijk.
In de GTST-app "Meerdijk" wordt er vanaf 8 juli 2016 gekeken hoe het gaat met de undercover-operatie van Wiet en Jack. Hiervoor heeft Pip Pellens speciaal scènes opgenomen.

### Acteurgeschiedenis
Anique Pappers
Terugkomend gastrol: 26 oktober 2005 - 27 januari 2006
Gastrol: 30 en 31 maart 2006
Pip Pellens
Terugkomend gastrol: 12 april - 17 september 2010
Contract: 20 september 2010 - 11 oktober 2011
Gastrol: 26 – 28 maart 2012
Contract: 25 januari 2013 - 1 maart 2016
Meerdijk App:  8 juli 2016 - 9 september 2016
Gastrol: 2 maart 2017

## Karakterontwikkeling

### Karakter
Wiet werd geboren in een psychiatrische instelling en werd door haar grootmoeder Augusta van Houten ondergebracht bij het echtpaar Terlake. Geesje Terlake was een hardhandige vrouw en zag Wiet meer als een project dat haar geld opleverde dan als een persoon. Wiet had hier erg onder te lijden en leed aan depressies. Ze ging op zoek naar haar biologische ouders en kwam bij toeval in contact met Sjors en Jack. Bij haar halfbroer- en zus vond ze wel warmte, maar dit kon niet voorkomen dat ze een zelfmoordpoging deed. Wiet verdween achter slot en grendel, net als haar moeder Hannie. Na vier jaar in een tbs-kliniek keert Wiet terug als een vrolijke, ietwat egoïstische dame. Wiet zet het leven van haar zuster overhoop en ziet geen problemen wanneer ze Bing van Sjors probeert af te pakken. Ze gaat aan de slag bij De Rozenboom en vermaakt zich prima met de gebroeders Bouwhuis. Wiet valt terug in oude patronen wanneer ze heimelijk verliefd wordt op Noud Alberts. Haar obsessies hebben een schietpartij tot gevolg. Wiet is psychisch ontoerekeningsvatbaar en keert terug naar een instelling.

### Seksualiteit
Door de komst van Pellens werd er online al flink gespeculeerd dat het personage de eerste lesbienne is. Echter wordt de versie van Wiet gespeeld door Pellens niet in een romance gebracht.  Bij terugkomst in 2010 werd Wiet juist lange tijd neergezet als heteroseksueel en had relaties met een aantal mannen, maar later twijfelt ze over haar seksualiteit wanneer Anna Brandt, die biseksueel is, haar zoent. Na die zoen blijkt dat Wiet verliefd is geworden op Anna.

## Vrienden en Vijanden

### Bing Mauricius
Bij aankomst heeft Wiet een oogje op Bing Mauricius en probeert ze hem op allerlei manieren te verleiden. Wanneer Sjors dit ontdekt, roept ze haar jongere zus tot de orde. Bing maakt Wiet duidelijk dat hij niet geïnteresseerd in haar is. Wiet accepteert haar nederlaag en sluit het hoofdstuk af.

### Edwin Bouwhuis
In oktober 2010 komen de broers Edwin en Sjoerd Bouwhuis naar Meerdijk. Wiet en haar homoseksuele vriend Lucas hebben allebei een oogje op Edwin, een ietwat verlegen jongen. Edwin kiest voor Wiet om zijn eigen homoseksuele gevoelens de kop in te drukken. Wiet en Edwin ontmaagden elkaar op de boot van Jack, maar Edwin heeft twijfels. Lucas merkt deze twijfels op en blijft hem confronteren. Tijdens een verjaardagsfeestje kust Edwin Lucas onverwachts in een afgelegen ruimte. Niet veel later verbreekt Edwin de relatie met Wiet en komt hij uit de kast. Wiet is geschrokken van de ontwikkelingen, maar kan Edwin uiteindelijk vergeven.

### Noud Alberts
Nadat Bing haar had afgewezen, had Wiet een aantal weken wat aangerommeld met Noud Alberts. Tot een echte relatie of een seksuele handeling was het nooit gekomen. Wiets gevoelens voor Noud worden heviger nadat haar relatie met Edwin voorbij is. Noud heeft echter zijn hart verloren aan rijkeluisdochter Nina Sanders. Wanneer Noud tijdens een aanrijding zijn geheugen kwijtraakt, probeert Wiet dit in haar voordeel te gebruiken. Ze probeert Noud voor zich te winnen, maar Nouds geheugen komt terug. Noud besluit Nina ten huwelijk te vragen. Bij Wiet slaan de stoppen door wanneer ze tijdens glaasje draaien de opdracht zou hebben gekregen Nina te vermoorden. Deze opdracht zou haar zijn gegeven door haar overleden vader Frits. Tijdens het huwelijksfeest van Nina en Noud slaat Wiet geheel door en begint in het rond te schieten. Rosa Gonzalez komt te overlijden, Janine wordt in haar voorhoofd geschoten en Lucas komt door ernstige verwondingen in een coma terecht. Wiet wordt voor deze daad veroordeeld.
Na anderhalf jaar in een psychiatrische kliniek keert Wiet terug in Meerdijk. Wiet ontdekt dat Noud zich minderwaardig voelt tegenover Nina en besluit dit in haar voordeel te laten werken. Ze krijgt later een relatie met Sjoerd.

### Anna Brandt
Als Anna Brandt naar Meerdijk komt, zoent ze Wiet. Wiet is hier helemaal niet blij mee, maar ze aanvaardt Anna's excuses wanneer ze die aanbiedt. Later beseft Wiet dat ze verliefd is geworden op Anna, maar wanneer ze dat toegeeft wijst Anna haar af. Later bekent Anna dat ze ook verliefd is op Wiet, maar omdat ze nog nooit een echte relatie heeft gehad, vindt ze het moeilijk om haar gevoelens voor iemand toe te geven. Ze zoenen elkaar, en worden een stel.  
Wiet wil hun relatie in het begin nog even geheim houden, omdat ze bang is voor de reacties van anderen vanwege haar verleden. Anna stemt hier in toe, maar uiteindelijk wil ze het niet meer geheim houden. Ze vertelt aan iedereen dat ze een stel zijn, zonder Wiets toestemming. Wiet raakt in paniek, en ontkent dat ze samen zijn. Anna is erg verbaasd over Wiets reactie. Wiet vertelt Anna over haar verleden, denkend dat ze Anna kwijt zal raken. Maar Anna kiest toch voor de liefde en zegt dat ze Wiet niet kwijt wil. Later komt Wiet uit de kast, en de twee zijn dan ook in het openbaar een stel.
Na de dood van Bianca is Anna emotioneel in de war. Wiet is bezorgd om haar, maar Anna heeft genoeg van Wiets bemoeienis. Ze wil een time-out van hun relatie. Wiet kan dit niet accepteren en eist van Anna een keuze; of het is aan, of het is uit. Uiteindelijk kiest Anna ervoor om het uit te maken, en eindigt hiermee hun relatie.

### Lorena Gonzalez
Wanneer Wiet weer vrijkomt is Lorena daar absoluut niet blij mee. Lorena is woedend op de moordenaar van haar moeder Rosa. Ze doet er ook alles aan om ervoor te zorgen dat Wiet weer in de kliniek terechtkomt. Zo probeert ze Wiet ervan te overtuigen om Bing en Sjors aan elkaar te koppelen. Alleen als Lucas een telefoongesprek opneemt waarin Lorena vertelt dat ze Wiet weer in die kliniek wil 'zetten' hangt Lorena. Sjors en Wiet vertrekken maar Wiet krijgt een onaangename confrontatie met Lorena wanneer zij bij het graf van Rosa verschijnt. Lorena besluit het achter zich te laten en krijgt een nieuw doel.

### Nina Sanders
Nina kan Wiet niet uitstaan sinds het schot op haar bruiloft. Ze wil nooit meer contact hebben met haar. Noud wil echter wel gewoon met Wiet omgaan. Nina accepteert dat niet en eist dat Noud bij haar uit de buurt blijft. Toch blijven Noud en Wiet contact met elkaar hebben omdat Wiet Noud wil overtuigen dat Nina niet de juiste vrouw voor hem is.